# Расселл Кауттс
Расселл Кауттс (англ. Russell Coutts, 1 березня 1962) — новозеландський яхтсмен.
Олімпійський чемпіон 1984 року в класі Фінн.